# Saint-Jean-de-Muzols
Saint-Jean-de-Muzols [sɛ̃ ʒɑ̃ də myzɔl] ist eine französische Kleinstadt mit 2499 Einwohnern (Stand: 1. Januar 2022) im Département Ardèche in der Region Auvergne-Rhône-Alpes. Die Gemeinde gehört zum Arrondissement Tournon-sur-Rhône und zum Kanton Tournon-sur-Rhône. Die Einwohner werden Muzolais und Muzolaises genannt.

## Geographie
Saint-Jean-de-Muzols liegt etwa 75 Kilometer südlich von Lyon am Ufer der Rhone. Der Fluss Doux begrenzt die Gemeinde im Süden. Umgeben wird Saint-Jean-de-Muzols von den Nachbargemeinden Lemps im Norden und Westen, Gervans im Nordosten, Crozes-Hermitage im Osten, Tain-l’Hermitage im Südosten, Tournon-sur-Rhône im Süden sowie Saint-Barthélemy-le-Plain im Südwesten.
In dem Weinbaugebiet Côtes du Rhône, zu dem auch die Gemeinde gehört, wird der Saint-Joseph Wein produziert.

## Geschichte
Ursprünglich war Muzolium ein römischer Flusshafen an der Rhône. Im Mittelalter wurde das Kirchspiel aus einer Kommandantur des Malteserordens gebildet.

### Bevölkerungsentwicklung
| Jahr                       | 1962 | 1968 | 1975 | 1982 | 1990 | 1999 | 2006 | 2012 | 2020 |
| Einwohner                  | 1056 | 1263 | 1532 | 1955 | 2315 | 2394 | 2439 | 2442 | 2507 |
| Quellen: Cassini und INSEE |      |      |      |      |      |      |      |      |      |

## Sehenswürdigkeiten
- Altar der Flussschiffer aus dem 2. Jahrhundert (Hadrianszeit), seit 1943 als Monument historique klassifiziert
- Neoromanisch-klassische Kirche Saint-Jean-Baptiste aus dem 19. Jahrhundert
- Ehemalige Kirche, seit 1952 als Monument historique klassifiziert
- Brücke über den Doux, genannt Le Grand Pont aus dem 14./15. Jahrhundert, seit 1954 als Monument historique eingetragen
- Schloss Belle Combe aus dem 13. Jahrhundert, derzeit Zimmervermietung

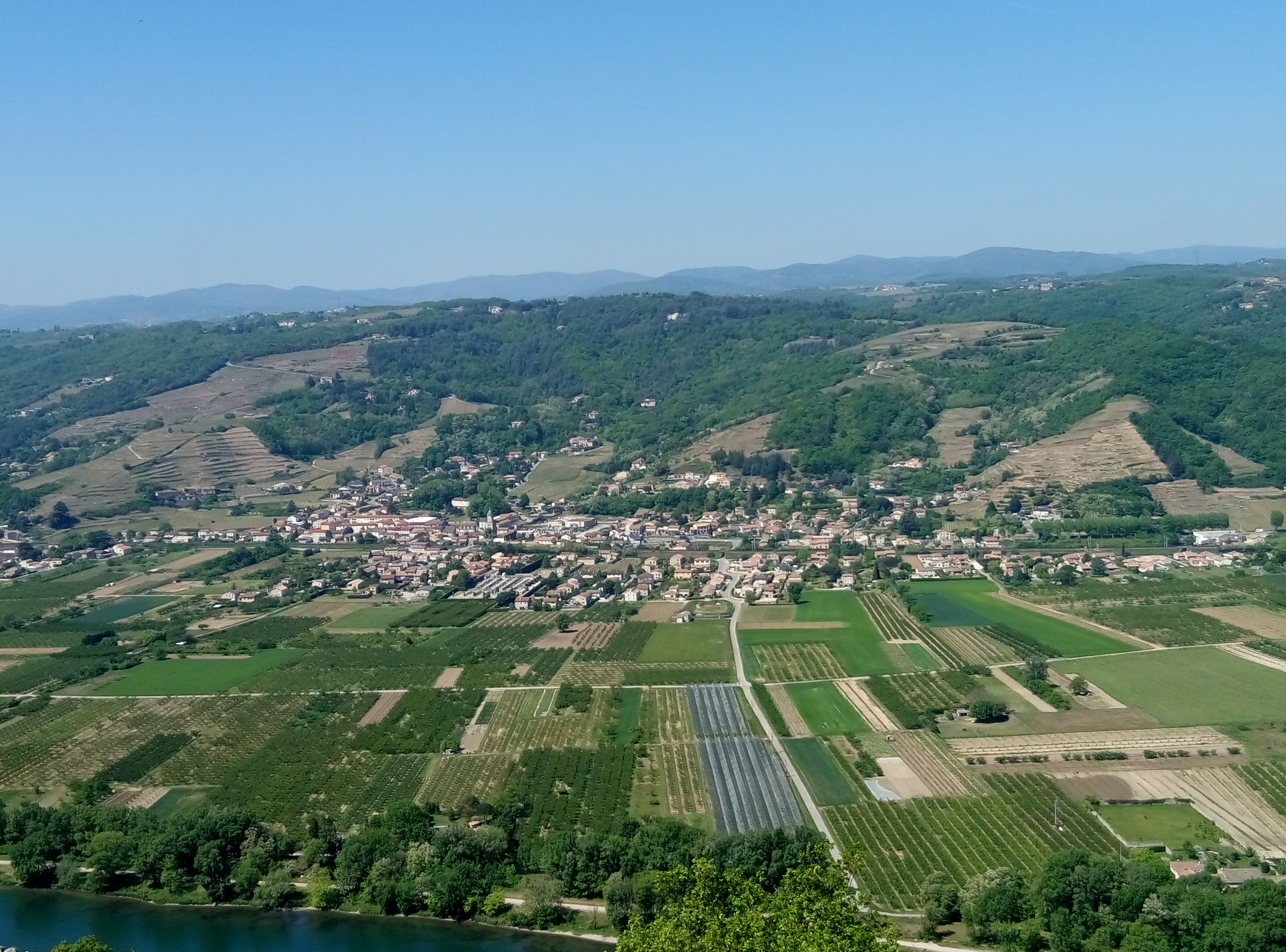
Blick auf Saint-Jean-de-Muzols
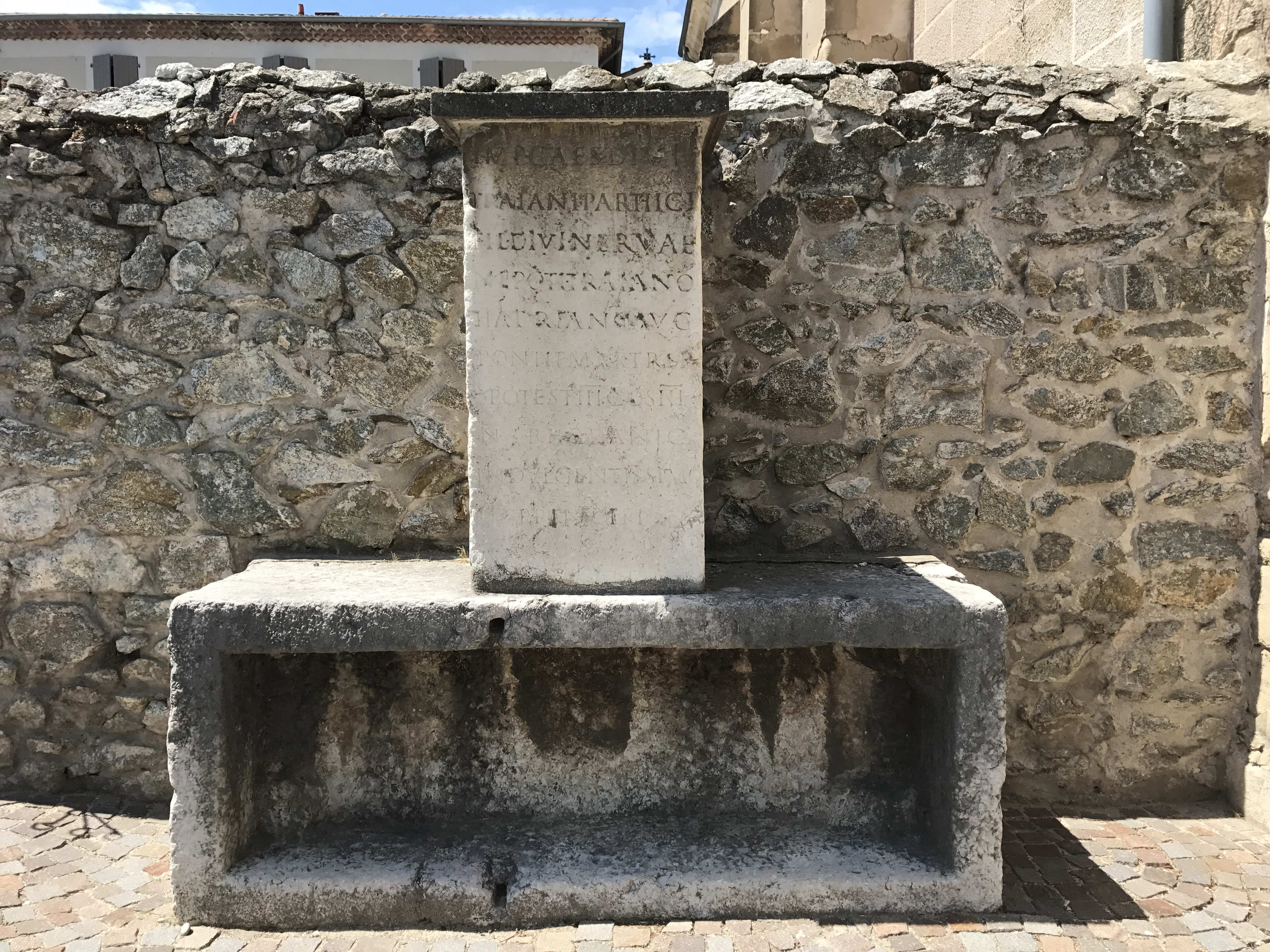
Altar der Flussschiffer
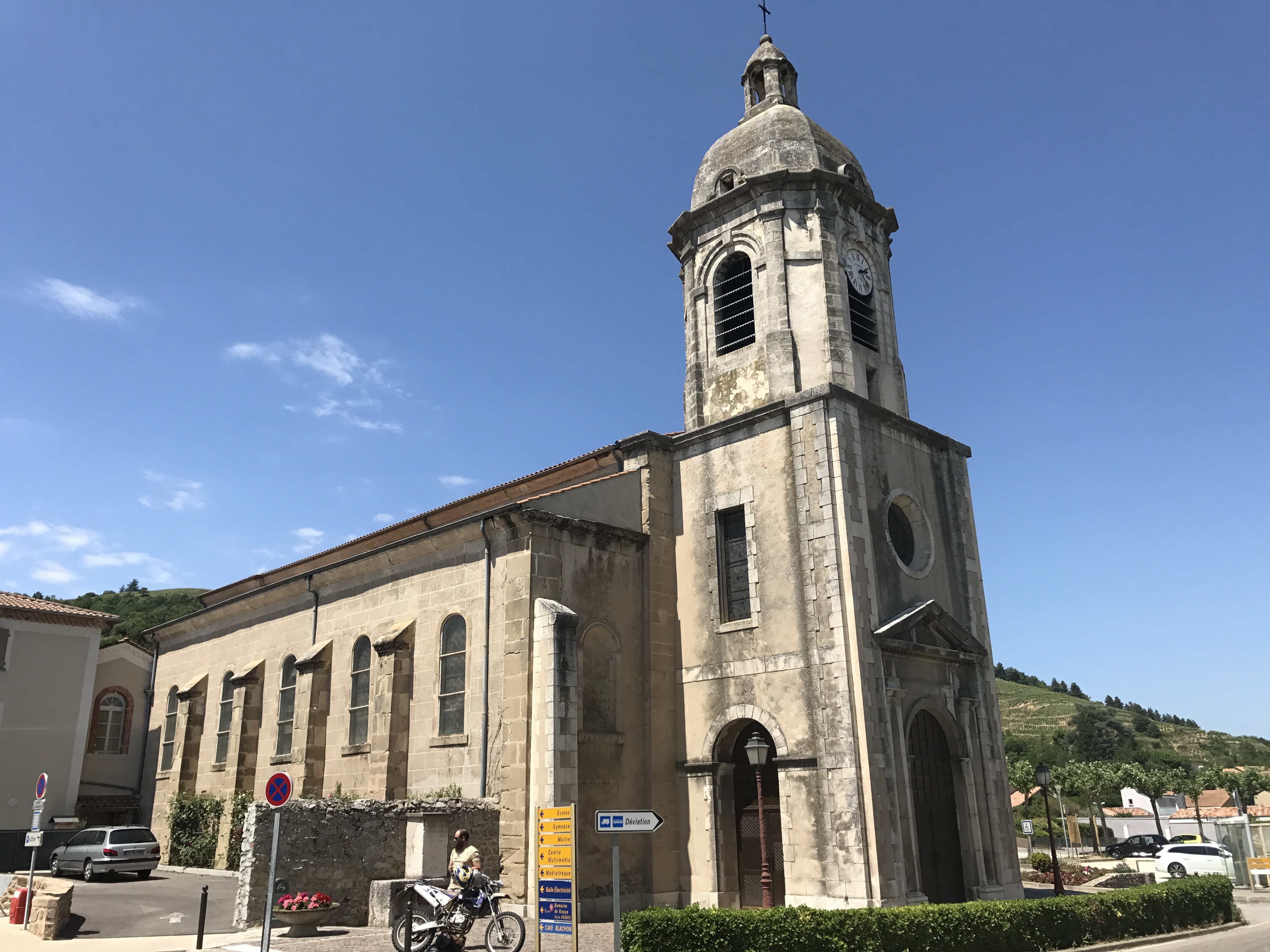
Kirche Saint-Jean-Baptiste
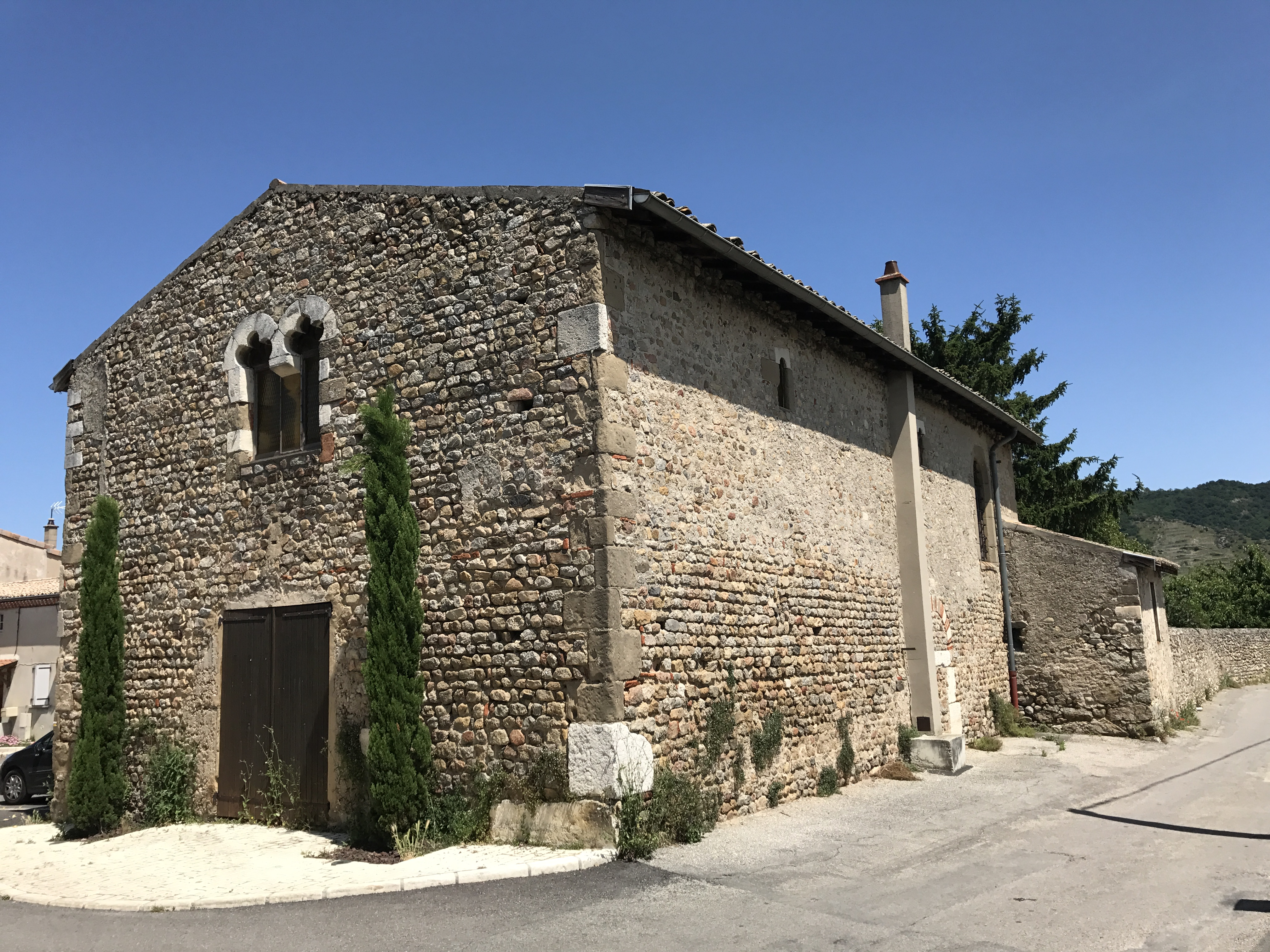
Ehemalige Kirche
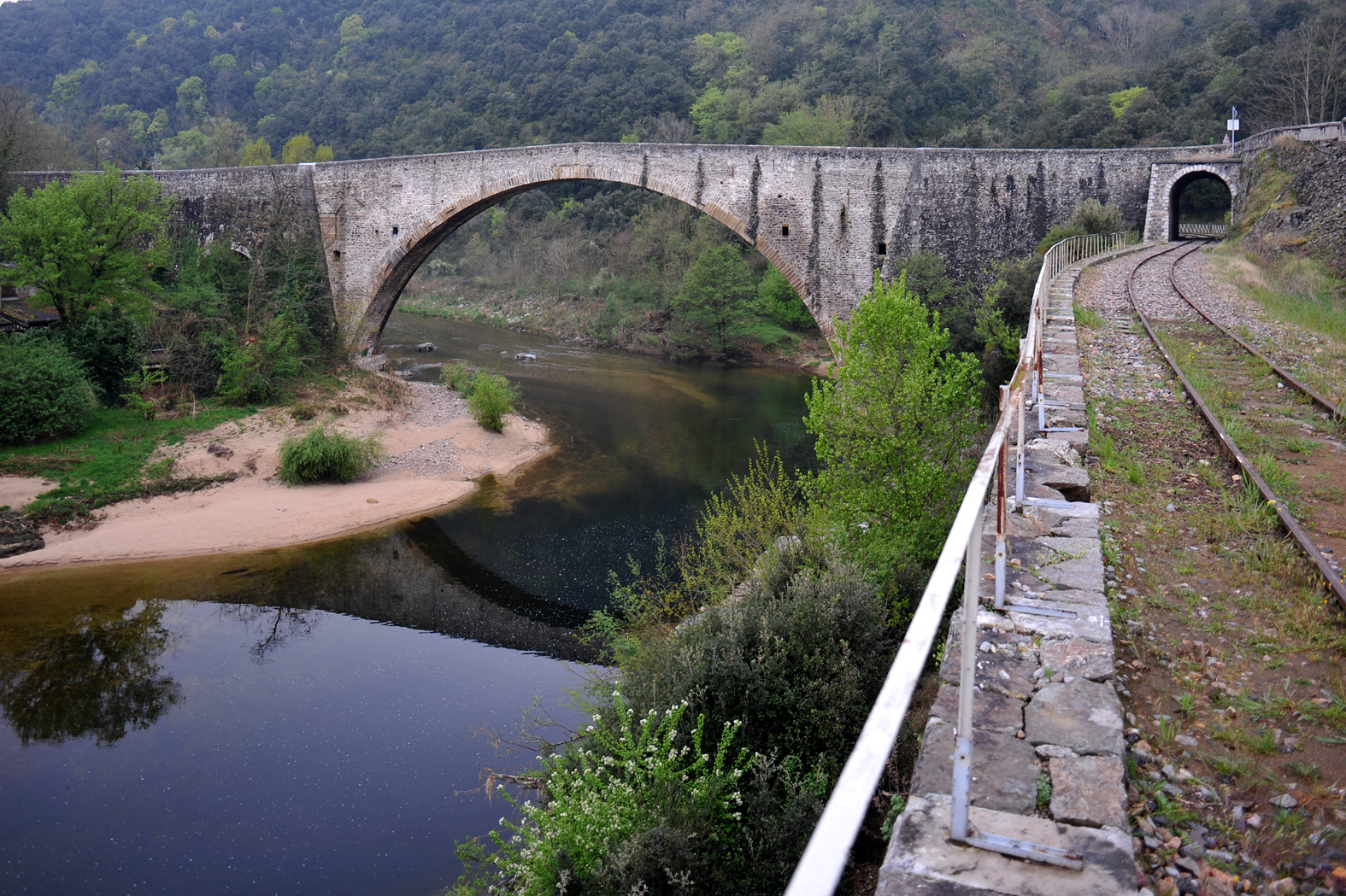
Brücke über den Doux